# Nihon Falcom
Nihon Falcom Corporation (日本ファルコム株式会社?, Nihon Farukomu Kabushiki-kaisha) è una azienda giapponese di videogiochi.
Fondata nel marzo 1981 da Masayuki Kato, è considerata la software house pioniera nei videogiochi di ruolo alla giapponese e negli action RPG. Tra la serie celebri figurano Dragon Slayer, The Legend of Heroes e Ys.